# Lamé-állandók
Lamé-állandónak a rugalmasságtanban két jellemzőt nevezünk:
- λ, neve első Lamé-paraméter.
- μ, a nyírási modulus, vagy második Lamé-paraméter. Egyéb jelölése: {\displaystyle G},

amely homogén, izotróp anyagok esetén Hooke törvényének térbeli értelmezése szerint
{\displaystyle \sigma =2\mu \varepsilon +\lambda \;\mathrm {tr} (\varepsilon )I}
ahol σ a mechanikai feszültség, ε a relatív alakváltozás tenzora, az {\displaystyle I} egységmátrix és a {\displaystyle \mathrm {tr} (\cdot )} metrikus tenzor függvénye.
Az első paraméternek (λ) nincs közvetlen fizikai értelmezése, de egyszerűen kifejezhetővé teszi a Hooke-törvényhez szükséges szilárdsági mátrixot. A két Lamé-féle állandó lehetővé teszi a szilárdsági modulusok kiszámítását homogén és izotróp anyagokra.
Ezeket a szilárdsági paramétereket Gabriel Léon Jean Baptiste Lamé francia matematikusról nevezték el.

## Fordítás
- Ez a szócikk részben vagy egészben  a   Coefficients de Lamé című francia Wikipédia-szócikk fordításán alapul.  Az eredeti cikk szerkesztőit annak laptörténete sorolja fel. Ez a jelzés csupán a megfogalmazás eredetét és a szerzői jogokat jelzi, nem szolgál a cikkben szereplő információk forrásmegjelöléseként.

| Átszámítási képletek (nyitható táblázat)                                                                      | Átszámítási képletek (nyitható táblázat)               | Átszámítási képletek (nyitható táblázat) | Átszámítási képletek (nyitható táblázat)               | Átszámítási képletek (nyitható táblázat)  | Átszámítási képletek (nyitható táblázat)                   | Átszámítási képletek (nyitható táblázat)          | Átszámítási képletek (nyitható táblázat)                | Átszámítási képletek (nyitható táblázat)          | Átszámítási képletek (nyitható táblázat)  | Átszámítási képletek (nyitható táblázat) |
| --- | ------------------------------------------------------ | ---------------------------------------- | ------------------------------------------------------ | ----------------------------------------- | ---------------------------------------------------------- | ------------------------------------------------- | ------------------------------------------------------- | ------------------------------------------------- | ----------------------------------------- | ---------------------------------------- |
| Homogén izotróp tulajdonságú anyagok tulajdonságai kiszámíthatóak, ha legalább két másik tulajdonságuk ismert |                                                        |                                          |                                                        |                                           |                                                            |                                                   |                                                         |                                                   |                                           |                                          |
| | {\displaystyle (\lambda ,\,G)}                         | {\displaystyle (E,\,G)}                  | {\displaystyle (K,\,\lambda )}                         | {\displaystyle (K,\,G)}                   | {\displaystyle (\lambda ,\,\nu )}                          | {\displaystyle (G,\,\nu )}                        | {\displaystyle (E,\,\nu )}                              | {\displaystyle (K,\,\nu )}                        | {\displaystyle (K,\,E)}                   | {\displaystyle (M,\,G)}                  |
| {\displaystyle K=\,}                                                                                          | {\displaystyle \lambda +{\tfrac {2G}{3}}}              | {\displaystyle {\tfrac {EG}{3(3G-E)}}}   |                                                        |                                           | {\displaystyle {\tfrac {\lambda (1+\nu )}{3\nu }}}         | {\displaystyle {\tfrac {2G(1+\nu )}{3(1-2\nu )}}} | {\displaystyle {\tfrac {E}{3(1-2\nu )}}}                |                                                   |                                           | {\displaystyle M-{\tfrac {4G}{3}}}       |
| {\displaystyle E=\,}                                                                                          | {\displaystyle {\tfrac {G(3\lambda +2G)}{\lambda +G}}} |                                          | {\displaystyle {\tfrac {9K(K-\lambda )}{3K-\lambda }}} | {\displaystyle {\tfrac {9KG}{3K+G}}}      | {\displaystyle {\tfrac {\lambda (1+\nu )(1-2\nu )}{\nu }}} | {\displaystyle 2G(1+\nu )\,}                      |                                                         | {\displaystyle 3K(1-2\nu )\,}                     |                                           | {\displaystyle {\tfrac {G(3M-4G)}{M-G}}} |
| {\displaystyle \lambda =\,}                                                                                   |                                                        | {\displaystyle {\tfrac {G(E-2G)}{3G-E}}} |                                                        | {\displaystyle K-{\tfrac {2G}{3}}}        |                                                            | {\displaystyle {\tfrac {2G\nu }{1-2\nu }}}        | {\displaystyle {\tfrac {E\nu }{(1+\nu )(1-2\nu )}}}     | {\displaystyle {\tfrac {3K\nu }{1+\nu }}}         | {\displaystyle {\tfrac {3K(3K-E)}{9K-E}}} | {\displaystyle M-2G\,}                   |
| {\displaystyle G=\,}                                                                                          |                                                        |                                          | {\displaystyle {\tfrac {3(K-\lambda )}{2}}}            |                                           | {\displaystyle {\tfrac {\lambda (1-2\nu )}{2\nu }}}        |                                                   | {\displaystyle {\tfrac {E}{2(1+\nu )}}}                 | {\displaystyle {\tfrac {3K(1-2\nu )}{2(1+\nu )}}} | {\displaystyle {\tfrac {3KE}{9K-E}}}      |                                          |
| {\displaystyle \nu =\,}                                                                                       | {\displaystyle {\tfrac {\lambda }{2(\lambda +G)}}}     | {\displaystyle {\tfrac {E}{2G}}-1}       | {\displaystyle {\tfrac {\lambda }{3K-\lambda }}}       | {\displaystyle {\tfrac {3K-2G}{2(3K+G)}}} |                                                            |                                                   |                                                         |                                                   | {\displaystyle {\tfrac {3K-E}{6K}}}       | {\displaystyle {\tfrac {M-2G}{2M-2G}}}   |
| {\displaystyle M=\,}                                                                                          | {\displaystyle \lambda +2G\,}                          | {\displaystyle {\tfrac {G(4G-E)}{3G-E}}} | {\displaystyle 3K-2\lambda \,}                         | {\displaystyle K+{\tfrac {4G}{3}}}        | {\displaystyle {\tfrac {\lambda (1-\nu )}{\nu }}}          | {\displaystyle {\tfrac {2G(1-\nu )}{1-2\nu }}}    | {\displaystyle {\tfrac {E(1-\nu )}{(1+\nu )(1-2\nu )}}} | {\displaystyle {\tfrac {3K(1-\nu )}{1+\nu }}}     | {\displaystyle {\tfrac {3K(3K+E)}{9K-E}}} |                                          |